# Austria na Zimowych Igrzyskach Olimpijskich 1924
Austria na Zimowych Igrzyskach Olimpijskich 1924 była reprezentowana przez 4 zawodników. Wszyscy z reprezentantów startowali w łyżwiarstwie figurowym. W 3 startach zdobyli 3 medale, 2 złote i srebrny.

## Wyniki

### Łyżwiarstwo figurowe
| Dyscyplina    | Miejsce    | Zawodnicy                      | Wynik      |
| ------------- | ---------- | ------------------------------ | ---------- |
|               |            |                                |            |
| mężczyźni     | 2. miejsce | Willy Böckl                    | 359.82 pkt |
|               |            |                                |            |
| kobiety       | 1. miejsce | Herma Plank-Szabó              | 299.17 pkt |
|               |            |                                |            |
| pary sportowe | 1. miejsce | Helene Engelmann Alfred Berger | 10.64 pkt  |